# The Great
The Great (titulada en pantalla como The Great: An ocasionalmente True Story) es una serie de televisión de ficción histórica de comedia romántica dramática del humor oscuro satírica absurdista británo-estadounidense basada muy libremente en el ascenso al poder de la emperatriz Catalina la Grande de Rusia. La serie está protagonizada por Elle Fanning como Catalina y Nicholas Hoult como el emperador Pedro III y el doble del cuerpo de Pedro, Yemelyan Pugachev.
The Great fue creada, y está escrita en su mayor parte, por el dramaturgo y guionista australiano Tony McNamara, basada en su obra de 2008 del mismo nombre. La serie no tiene como objetivo la precisión histórica y Hulu la describió como "antihistórica".
Los diez episodios de la primera temporada se lanzaron en Hulu el 15 de mayo de 2020. En julio de 2020, se renovó para una segunda temporada que se estrenó el 19 de noviembre de 2021. En enero de 2022, el la serie se renovó para una tercera temporada que se estrenó el 12 de mayo de 2023. La primera temporada recibió críticas en su mayoría positivas, mientras que la segunda y tercera temporada recibieron aclamación de la crítica, con elogios particulares por su dirección, escritura, humor. elenco, vestuario y actuaciones de Fanning y Hoult. Ha recibido numerosos elogios, incluidas siete nominaciones a los premios Primetime Emmy, y tanto Fanning como Hoult fueron nominados a Mejor Actriz Principal y Actor Principal en una Serie de Comedia, respectivamente, en 2022. En agosto de 2023, Hulu anunció que la tercera temporada de la serie había sido la última.

## Sinopsis
The Great es un drama satírico y cómico, muy libremente basado en el ascenso de Catalina la Grande, desde su condición de extranjera, hasta llegar a ser la gobernante de más largo reinado de la historia de Rusia.
La serie está ficcionalizada, y retrata a Catalina en su juventud y su matrimonio con el Emperador Pedro, centrándose en la trama para asesinar a su depravado y peligroso esposo.

## Elenco y personaje
= Personaje principal 
     = Personaje recurrente  
     = Personaje invitado
| Actor                  | Personaje                        | Temporada              | Temporada              | Temporada              |
| Actor                  | Personaje                        | 1                      | 2                      | 3                      |
| Personajes principales | Personajes principales           | Personajes principales | Personajes principales | Personajes principales |
| ---------------------- | -------------------------------- | ---------------------- | ---------------------- | ---------------------- |
| Elle Fanning           | Catalina II de Rusia             |                        |                        |                        |
| Nicholas Hoult         | Pedro III de Rusia               |                        |                        |                        |
| Nicholas Hoult         | Yemelyan Pugachev                |                        |                        |                        |
| Phoebe Fox             | Marial Brezhnev                  |                        |                        |                        |
| Sacha Dhawan           | Conde Orlo                       |                        |                        |                        |
| Charity Wakefield      | Georgina Dymov                   |                        |                        |                        |
| Gwilym Lee             | Grigor Dymov                     |                        |                        |                        |
| Adam Godley            | Arzobispo "Archie" Samsa         |                        |                        |                        |
| Douglas Hodge          | General Velementov               |                        |                        |                        |
| Belinda Bromilow       | Isabel I de Rusia                |                        |                        |                        |
| Bayo Gbadamosi         | Arkady                           |                        |                        |                        |
| Sebastian de Souza     | Leo Voronsky                     |                        |                        |                        |
| Florence Keith-Roach   | Tatyana                          |                        |                        |                        |
| Danusia Samal          | Lady Antonia Svenska             |                        |                        |                        |
| Freddie Fox            | Hugo de Suecia                   |                        |                        |                        |
| Grace Molony           | Reina Agnes de Suecia            |                        |                        |                        |
| Personajes recurrentes |                                  |                        |                        |                        |
| Louis Hynes            | Vlad                             |                        |                        |                        |
| Jamie Demetriou        | Doctor Chekov                    |                        |                        |                        |
| Christophe Tek         | Tartar Nick                      |                        |                        |                        |
| Charlie Price          | Iván VI de Rusia                 |                        |                        |                        |
| Alistair Green         | Count Smolny                     |                        |                        |                        |
| Abraham Popoola        | Alexei Rostov                    |                        |                        |                        |
| Stewart Scudamore      | Tolsten                          |                        |                        |                        |
| Christianne Oliveira   | Countess Belanova                |                        |                        |                        |
| Blake Harrison         | Coronel Svenska                  |                        |                        |                        |
| Kemi-Bo Jacobs         | Marina                           |                        |                        |                        |
| Dustin Demri-Burns     | Voltaire                         |                        |                        |                        |
| Tristan Beint          | Lieutenant Bukharin              |                        |                        |                        |
| Tristan Beint          | Soldado Alexi                    |                        |                        |                        |
| Ashwin Bolar           | Doctor Smirnov                   |                        |                        |                        |
| Keon Martial-Phillip   | Russian POW                      |                        |                        |                        |
| Keon Martial-Phillip   | Soldado Vasily                   |                        |                        |                        |
| Keon Martial-Phillip   | Guard                            |                        |                        |                        |
| Julian Barratt         | Dr. Vinodel                      |                        |                        |                        |
| Jane Mahady            | Katya Velcra                     |                        |                        |                        |
| Anthony Welsh          | Padre Basil                      |                        |                        |                        |
| Ali Ariaie             | Raskolvy                         |                        |                        |                        |
| Ramon Tikaram          | Tío Varnya                       |                        |                        |                        |
| Timothy Walker         | Soldado Emile                    |                        |                        |                        |
| Eloise Webb            | Sylvana                          |                        |                        |                        |
| Kiki May               | Nadia                            |                        |                        |                        |
| Gethin Alderman        | Jean Pierre                      |                        |                        |                        |
| Sam Coulson            | Pugachev / doble de Pedro        |                        |                        |                        |
| Danielle Galligan      | Yula                             |                        |                        |                        |
| Minnie Gale            | Fedora                           |                        |                        |                        |
| Richard Pyros          | Conde Raskolnikov                |                        |                        |                        |
| Henry Meredith         | Maxim                            |                        |                        |                        |
| Emily Coates           | Petra                            |                        |                        |                        |
| Jacob Fortune-Lloyd    | Grigory Petrov                   |                        |                        |                        |
| Invitados especiales   |                                  |                        |                        |                        |
| Gillian Anderson       | Juana Isabel de Holstein-Gottorp |                        |                        |                        |
| Jason Isaacs           | Pedro I de Rusia                 |                        |                        |                        |

## Episodios
| Temporada | Temporada | Episodios | Episodios | Lanzamiento original    | Lanzamiento original    |
| --------- | --------- | --------- | --------- | ----------------------- | ----------------------- |
|           | 1         | 10        | 10        | 15 de mayo de 2020      | 15 de mayo de 2020      |
|           | 2         | 10        | 10        | 19 de noviembre de 2021 | 19 de noviembre de 2021 |
|           | 3         | 10        | 10        | 12 de mayo de 2023      | 12 de mayo de 2023      |

### Temporada 1 (2020)
| N.º en serie | N.º en temp. | Título                                | Dirigido por  | Escrito por                  | Fecha de emisión original |
| --- | ------------ | ------------------------------------- | ------------- | ---------------------------- | ------------------------- |
| 1 | 1            | «The Great»                           | Matt Shakman  | Tony McNamara                | 15 de mayo de 2020        |
| En el siglo XVIII, Catalina, una noble alemana joven, educada y muy optimista, se casa con el emperador Pedro de Rusia. Sus ambiciones y optimismo se hacen añicos cuando descubre la naturaleza frívola, cruel, caprichosa y rencorosa de Pedro, y se da cuenta de que en Rusia los ciudadanos son maltratados, las mujeres no reciben educación y la religión influye en la mayoría de las decisiones gubernamentales. Catalina encuentra una amiga inesperada en su doncella, Marial, una ex noble degradada a la servidumbre. También descubre que la amante de toda la vida de Pedro, Georgina, es también la esposa de su mejor amigo, Grigory Orlov, quien le admite a Catalina que el acuerdo es doloroso pero que ama a Pedro y a su esposa. Catalina obtiene el permiso de Pedro para establecer una escuela, pero él la quema después de enterarse de que está destinada a niñas. Cuando Pedro le dispara al oso que le dio a Catalina durante una fiesta, ella lo abofetea delante de todos y él responde golpeándola y amenazándola más tarde en privado. Catalina, ahora poco más que prisionera, decide escapar con la ayuda de Marial, pero Pedro se entera y casi la ahoga como castigo. Desanimada, Catalina está a punto de cortarse las venas cuando Marial le informa sobre una ley en Rusia: si un emperador muere sin heredero, el trono pasará a la emperatriz. Catalina comienza a conspirar para derrocar a su marido. |              |                                       |               |                              |                           |
| 2 | 2            | «A Fake Beard»                        | Colin Bucksey | Tony McNamara                | 15 de mayo de 2020        |
| Mientras Catalina y Marial intentan arreglar la muerte de Pedro, Marial sugiere seducir a Orlo, un miembro del círculo íntimo de Pedro. Catalina no logra seducir a Orlo y le cuenta su plan. Pedro se disculpa con Catalina por su comportamiento anterior y sugiere proporcionarle un amante, pero Catalina reacciona negativamente. Orlo intenta ayudar al Conde Rostov, a quien se le ha ordenado afeitarse la barba de acuerdo con la ley. Pedro, enfurecido, decide matar a Catalina en un accidente de carruaje. Archie (el arzobispo) le advierte y ella finge afecto y sumisión, lo que hace que Pedro reconsidere. Se entera de la madre de Pedro, que permanece momificada en una vitrina porque él se niega a enterrarla, y de su dureza hacia él. Catalina no logra persuadir a Orlo para que coopere, pero él mantiene su secreto. Cuando Pedro obliga a Orlo a afeitarle la barba a Rostov, Orlo cambia de lealtad y acepta apoyar los planes de Catalina. |              |                                       |               |                              |                           |
| 3 | 3            | «And you Sir, are no Peter the Great» | Bert & Bertie | Tony McNamara                | 15 de mayo de 2020        |
| Catalina y Orlo se preparan para su nueva era, mientras Pedro le ofrece un amante a Catalina, Leo Voronsky, el hijo estéril de un mujeriego legendario. Orlo sospecha que Leo está espiando para Pedro. Catalina le pide a Leo que finja que se ha acostado con ella. Al día siguiente, le asegura a Pedro que ella y Leo pasaron una gran noche y le pide que deje ir a Leo. Sin estar convencido, Pedro golpea a Leo por no convencerla de que se quede con él, lo que lleva a Catalina a insistir en que quiere que Leo se quede. Orlo y Marial sugieren utilizar a Iván, el medio hermano de Pedro, en su contra. Catalina localiza a Iván, que está escondido en una habitación secreta del castillo con la ayuda de la tía Isabel (Isabel de Rusia)). Catalina avergüenza a Lady Svenska en el té de mujeres en represalia por golpear a Marial, lo que hace que las mujeres se vuelvan contra ella. Cuando Pedro da un discurso sobre la grandeza de su padre, se emociona y un oficial se burla de él. Animado por Catalina a mostrar sus verdaderas emociones, apuñala al oficial. Pedro anima a Catalina a buscar un amante de su elección, pero Catalina acepta a Leo y comienza una relación apasionada con él. |              |                                       |               |                              |                           |
| 4 | 4            | «Moscow Mule»                         | Bert & Bertie | Tess Morris                  | 15 de mayo de 2020        |
| Catalina y Leo continúan su historia de amor. Llega la noticia de que el patriarca, el líder de la iglesia ortodoxa rusa, ha fallecido y Pedro debe elegir uno nuevo al día siguiente. Catalina, Marial y Orlo continúan planeando su nueva era, con el objetivo de nombrar al obispo liberal Tarcinkus como el nuevo líder de la iglesia, creyendo que apoyará a Catalina. Catalina se entera de que Lady Svenska está difundiendo rumores falsos sobre haber tenido relaciones sexuales con un caballo e intenta enmendarlo por razones políticas, pero es rechazada. Un obispo renuncia a Pedro y comete autoinmolación durante la elección del Patriarca de Moscú y de toda Rusia. Catalina intenta ganarse la admiración de las otras damas regalando huevos Fabergé, pero Georgina le aconseja que no venga a mendigar de esta manera. Lady Svenska invita a Catalina a tomar un té, durante el cual las damas la empujan, patean y menosprecian. Pedro le ordena a Archie que reciba una visión de Dios para decidir sobre el nuevo obispo. Consume hongos psicodélicos en el bosque y Catalina se topa con él mientras alucina. Él cree que ella es un ángel y ella le dice que él es el obispo legítimo. En la celebración de que Archie se convierta en el nuevo patriarca, Catalina cotillea con las damas de la corte sobre Leo, como habían solicitado previamente, y finge disciplinar duramente a Marial por mencionar el rumor del caballo. |              |                                       |               |                              |                           |
| 5 | 5            | «War and Vomit»                       | Ben Chessell  | James Wood                   | 15 de mayo de 2020        |
| Catalina e Isabel visitan el frente ruso en medio de la guerra con Suecia. Consternada por los horrores que presencia, Catalina decide ganar el trono de manera no violenta. No logra convencer a Pedro de que retire el ejército. Grigor, que durante mucho tiempo ha sublimado sus celos y enojo hacia Pedro por tener relaciones sexuales con su esposa, impulsivamente envenena el borscht de Pedro con arsénico. Pedro cae gravemente enfermo, dejando a Catalina como la siguiente en la línea de sucesión al trono, pero su reclamo se ve amenazado por la existencia de Iván y la repentina perspectiva de convertirse en emperatriz hace que Catalina parezca incompetente y no preparada para el poder. Isabel asesina a Iván para evitar una guerra civil en caso de que Pedro muera. El nuevo pacifismo de Catalina provoca tensión entre ella, Marial y Orlo, quienes intentan convencerla de que debe derramar sangre como emperatriz. Mientras Catalina y Marial discuten sobre si matar o no a Pedro, él se despierta habiéndose recuperado. |              |                                       |               |                              |                           |
| 6 | 6            | «Parachute»                           | Ben Chessell  | Tony McNamara                | 15 de mayo de 2020        |
| Pedro se siente inspirado a mejorar después de su encuentro con la muerte. Isabel anima a Pedro a engendrar un heredero, lo que lo lleva a buscar a Catalina. A medida que Pedro se vuelve más tierno y abierto al cambio, se vuelven más íntimos, lo que pone a prueba su relación con Leo. Catalina aprovecha el nuevo interés de Pedro por ella para animarle a llevar las artes y las ciencias a Rusia. Se convence de que puede mejorar Rusia influyendo en Pedro. Archie desalienta la búsqueda de aprendizaje de Pedro y amenaza a Catalina, quien a su vez lo amenaza a él. Orlo se pierde en el bosque y se encuentra con soldados rusos y suecos. Archie pone un cuervo en la habitación de Pedro para asustarlo, lo que enfurece a Pedro. Catalina le pide a Pedro que restablezca a Marial como dama de la corte. Pedro se niega y revela el motivo de su degradación: como parte de una broma imprudente, su padre cometió necrofilia con el cadáver de la madre de Pedro. En cambio, Catalina le devuelve a su perro, Bilini, y Pedro rápidamente lo usa para probar un paracaídas. Catalina celebra esta demostración de la ciencia con esperanza en el futuro. |              |                                       |               |                              |                           |
| 7 | 7            | «A Pox on Hope»                       | Colin Bucksey | Tony McNamara & Gretel Vella | 15 de mayo de 2020        |
| Gracias a Catalina, la corte rusa está absorbiendo con entusiasmo la cultura. Catalina cree que puede cambiar Rusia influyendo en Pedro en lugar de matarlo y le regala una imprenta. A pesar de la oposición de Archie, a Pedro le gusta la capacidad de la prensa para imprimir caricaturas y permite que se quede. Para agradecer a Catalina, él le practica un cunnilingus y ella alcanza el orgasmo, lo que la preocupa porque está enamorada de Leo. Pedro se jacta ante Leo del encuentro, y Leo, celoso, se emborracha y distribuye caricaturas que representan a Catalina teniendo sexo con un caballo. Georgina siente que está perdiendo el favor de Pedro. Marial está a punto de tener relaciones sexuales con el sirviente Vlad cuando descubre evidencia de viruela en su espalda. Ella y Catalina intentan ayudarlo, pero el Dr. Chekov se muestra indiferente y planea quemar a Vlad y otros siervos que han sido afectados por un brote. Catalina presiona para que se vacunen, pero el tribunal y Pedro están en contra de ella. Pedro se enfurece cuando ella se vacuna ante todo el tribunal para convencerlos de su eficacia. Él prohíbe la práctica y la encierra hasta que esté seguro de que no ha sido infectada. Catalina sale de sus apartamentos y presencia, desde lejos, la quema de los siervos. |              |                                       |               |                              |                           |
| 8 | 8            | «Meatballs at the Dacha»              | Colin Bucksey | Tony McNamara                | 15 de mayo de 2020        |
| Catalina y Pedro viajan para reunirse con el rey y la reina de Suecia para entablar conversaciones de paz. Pedro intenta hacer las paces con Catalina dándole un gran diamante, pero ella sigue enojada con él por la muerte de los siervos, incluido Vlad. De camino a Suecia, Catalina intenta que Velementov se una al golpe, pero a él sólo le interesa seducirla. Pedro y Catalina comparten un momento de cercanía antes de que comiencen las conversaciones de paz. Al principio, Pedro se lleva bien con el rey sueco, Hugo, y encuentra en él un espíritu afín, pero se enfurece cuando Hugo exige el regreso de San Petersburgo. Catalina interviene, afirmando haber oído al Emperador hablar en sueños y presenta un compromiso aceptable. Preocupado por la distancia entre él y Catalina, Leo se prepara para regresar a casa, pero Marial lo detiene y le revela los planes de Catalina. Catalina y Pedro regresan triunfantes a Moscú. Pedro agradece a Catalina por ayudarlo y le revela que sabe que no habla mientras duerme. Catalina y Leo se reencuentran y él se suma con entusiasmo al golpe. |              |                                       |               |                              |                           |
| 9 | 9            | «Love Hurts»                          | Geeta Patel   | Tony McNamara                | 15 de mayo de 2020        |
| Orlo, Marial, Velementov y Leo se propusieron traer más aristócratas al lado de Catalina, con resultados mixtos. Velementov y Leo se ven obligados a matar al Conde Gorky después de que este se niega a unirse al golpe. Se despiertan las sospechas de Isabel, ya que Gorki había sido el mejor amigo de Pedro el Grande. Pedro se convence de que existe una amenaza para su vida y rodea a Catalina y a él mismo de guardias dondequiera que vayan. Toda la corte, excepto Elizabeth, Georgina y Grigor, es sometida a tortura. Catalina, decidida a demostrar al tribunal que no está aliada de Pedro, se somete a tortura. Ella y los demás conspiradores logran mantener el golpe en secreto. Grigor se enfrenta a Pedro y admite que le molesta la aventura de Pedro con Georgina. Pedro acepta terminar la relación y revela que se ha enamorado de Catalina. Rostov, quien se vio obligado a afeitarse la barba y como resultado perdió el amor de su esposa, regresa solo para enfrentar el ridículo de Pedror y Grigor. Después de una cita con Marial, que está desesperada por volver a ser noble, Rostov irrumpe en la habitación donde Pedro se esconde con Catalina, con la intención de matarlo. Pedro, Grigor y Georgina luchan contra Rostov y lo matan. En una cena con la corte rusa, quienes se están recuperando de un día de tortura, Catalina pronuncia un apasionado discurso que los une en su devoción. Luego, Pedro le dice a Catalina que la ama. Regresa a sus apartamentos y descubre que está embarazada. |              |                                       |               |                              |                           |
| 10 | 10           | «The Beaver's Nose»                   | Geeta Patel   | Tony McNamara                | 15 de mayo de 2020        |
| Sorprendida por la revelación de que está embarazada de Pedro, Catalinae se despierta en su cumpleaños número 21 decidida a dar el golpe. Pedro le prepara un pastel especial y otros regalos, luego planea matar a Leo, creyendo que esto hará que ella le transfiera su afecto. Catalina envía a Velementov a reunir a los líderes militares para que la apoyen y envía a Orlo a matar a Archie, mientras le promete a Marial que Archie no sufrirá daño. Leo va a cazar con Grigor y Pedro e intentan matarlo, pero no lo consiguen. Catalina se prepara para matar a su marido durante un almuerzo de cumpleaños, pero se detiene cuando él revela su don: el filósofo Voltaire, a quien Catalina idolatra. Se ve incapaz de matar a Pedro delante de Voltaire. Pedro afirma que Leo la ha abandonado, pero Catalina se da cuenta de que su amante está muerto o en peligro y ataca a Pedro, quien cree que su asalto surgió de la pasión por él y la encierra en la habitación. Orlo no logra matar a Archie y resulta herido. Marial, frustrada porque Catalina no ha matado a Pedro, se convence de que el golpe fracasará y descubre que Orlo ataca a Archie. Furiosa por haber sido traicionada, Archie la convence para que le revele la traición de Catalina a Pedro. A cambio de volver a ser dama, Marial muestra los planes de Pedro Catalina para derrocarlo y revela que está embarazada. Con el corazón roto, Pedro se enfrenta a Catalina, quien le sugiere abdicar. Él le muestra que Leo es su prisionero y amenaza con matarlo a menos que cancele el golpe. Catalina acude a Velementov para detener el levantamiento, decidida a salvar a Leo, pero él le dice que ha llenado a Rusia de esperanza para un nuevo futuro, que es más importante. Catalina va a ver a Leo y le explica lo sucedido. Él expresa arrepentimiento pero comprende su elección. Catalina le da un beso de despedida y luego le hace una señal a Velementov, quien dispara su pistola para reiniciar el golpe. |              |                                       |               |                              |                           |

### Temporada 2 (2021)
| N.º en serie | N.º en temp. | Título              | Dirigido por  | Escrito por                  | Fecha de emisión original |
| --- | ------------ | ------------------- | ------------- | ---------------------------- | ------------------------- |
| 11 | 1            | «Heads It's Me»     | Colin Bucksey | Tony McNamara                | 19 de noviembre de 2021   |
| Han pasado cuatro meses desde que comenzó el golpe. Se presume que Leo está muerto, pero Catalina sigue esperando que esté vivo ya que no se ha encontrado su cuerpo. Se ha producido un enfrentamiento en el palacio con las fuerzas de Catalina en un ala y las de Pedro en otra. Catalina intenta disuadir a Pedro usando cócteles Molotov, pero Pedro, Grigor y Georgina huyen a su villa de campo. Hambriento y sin provisiones, Pedro envía a buscar a su chef, Jean-Pierre, y las tropas de Catalina lo siguen y rodean la villa. Se produce un punto muerto, que sólo se rompe cuando Catalina hace que Jean-Pierre prepare un banquete para atormentar a Pedro. Se rinde y acepta transferir el poder a Catalina, pidiendo sólo que lo pongan bajo arresto domiciliario y coma con Catalina y su hijo por nacer todos los días. Después de firmar su abdicación, le da a Catalina una bolsa que contiene la cabeza cortada de Leo. Más tarde, Pedro les revela a Grigor y Georgina que tiene un plan para retomar el país. |              |                     |               |                              |                           |
| 12 | 2            | «Dickhead»          | Colin Bucksey | Tony McNamara                | 19 de noviembre de 2021   |
| Catalina trae a Pedro, Grigor y Georgina de regreso al palacio. Se reconcilia con Marial, la promueve de nuevo a su estatus de mujer noble y llega a un trato con Archie, quien ha dado instrucciones de poner a los rusos religiosos en su contra si lo matan. Inaugura su tan esperada escuela para niñas, pero encuentra resistencia por parte de Lady Svenska y las damas de la corte. Antes de su coronación, Catalina conoce a los nobles de su imperio, muchos de los cuales le faltan el respeto y repiten el rumor de que tuvo relaciones sexuales con un caballo. Uno, Tarzinsky, amenaza a Catalina con violencia, pero se siente intimidado por la presencia de Archie. El único visitante que interactúa positivamente con Catalina es el padre Basil, un sacerdote rural y primo de Leo, quien le entrega las cartas de Leo. Catalina es coronada y comienza su reinado. Su primer decreto proclama la libertad religiosa en Rusia, lo que provoca la ira de Archie, y comienza a preparar al padre Basil para que reemplace a Archie. Pedro planea esperar a que Catalina fracase y haga que se enamore de él. Grigor y Arkady conspiran contra Catalina. Siguiendo el consejo de la tía Elizabeth, Pedro le pregunta a Catalina qué cambiaría de él y acepta frenar su propensión a la violencia. Posteriormente se enfurece con Tarzinsky por llamarlo "imbécil" y lo mata a puñaladas en el patio del palacio. |              |                     |               |                              |                           |
| 13 | 3            | «Alone at Last»     | Zetna Fuentes | Tony McNamara                | 19 de noviembre de 2021   |
| Catalina se despierta de una pesadilla sobre Leo. Ella castiga a Pedro por matar a Tarzinsky encerrándolo en sus habitaciones, a pesar de sus súplicas de ir a cazar trufas con su nuevo perro, una actividad que recuerda que le unió a su padre en la infancia. Desesperada por abandonar Rusia, Georgina convence a Catalina de exiliarla a ella y a Grigor a Francia. Intentando evitar soñar con Leo, Catalina toma drogas para mantenerse despierta y, en un estado maníaco, nombra al padre Basil arzobispo de Rusia. Presionado por su intimidante tío Vanya, Orlo aprovecha la intoxicación de Catalina para convencerla de que construya una carretera en su empobrecido estado natal. Para castigar aún más a Pedro, Catalina hace llevar el cuerpo momificado de su madre muerta a su habitación, manteniéndolo encerrado dentro. Al recordar el duro trato que le dio cuando era niño, rompe su ataúd de cristal y destruye accidentalmente su cadáver. Después de una confrontación con Catalina donde él la enoja al mencionar casualmente la muerte de Leo, Pedro escapa al bosque para ir a cazar trufas. Velementov lo atrapa y le recuerda a Pedro que él, no el padre de Pedro, lo llevó a cazar trufas cuando era niño. Pedro comienza a aceptar la negligencia y el abuso de sus padres. Catalina lleva al perro de Pedro al bosque, decidida a encontrar y destruir la primera trufa de la temporada para fastidiarlo, y accidentalmente se encuentra con el claro donde se despidió de Leo. Consolada por Marial y Elizabeth, se permite admitir que no podría haberlo salvado. Grigor, sintiendo que Pedro lo necesita, detiene el carruaje camino a París y regresa al palacio sin Georgina. |              |                     |               |                              |                           |
| 14 | 4            | «The Devil's Lunch» | Zetna Fuentes | Tami Sagher                  | 19 de noviembre de 2021   |
| Velementov insiste en que Rusia debería ir a la guerra con el Imperio Otomano, pero Catalina se muestra reacia a iniciar una guerra por nada. Sundak, un embajador otomano y viejo amigo de Pedro, viene a encontrarse con Catalina, quien tiene una mala visión de la cultura misógina de los otomanos. Ella organiza la habitación para dar a entender que tiene un consejo exclusivamente femenino de asesoras cercanas, pero él no se inmuta ante el insulto implícito. Velementov comienza una aventura con Lady Svenska, que espía en secreto para Pedro, y deja escapar que la guerra con los otomanos es una posibilidad. Catalina y Pedro intentan ganar a Sundak para su causa, lo que se complica por los celos de Pedro por el interés de Catalina en el apuesto Sundak. Mientras tanto, Archie intenta sin éxito congraciarse con Catalina siguiendo el consejo de Marial, y Marial comienza una aventura con un Grigor deprimido. Pedro intenta socavar la relación entre Catalina y Sendak organizando una fiesta estridente, pero Catalina lo burla haciéndose cargo de la fiesta e impresionando a Sundak en un viaje de caza al día siguiente. Sundak se marcha después de alcanzar un acuerdo de paz, pero Arkady y Tatyana, creyendo que esto hará avanzar la causa de Pedro, interceptan el carruaje de Sundak y lo matan. Después de un intento fallido de tener relaciones sexuales con un guardia, Elizabeth manipula a Catalina para que aproveche las habilidades de Pedro en el cunnilingus. |              |                     |               |                              |                           |
| 15 | 5            | «Animal Instincts»  | Matthew Moore | Tony McNamara                | 19 de noviembre de 2021   |
| Catalina lamenta su encuentro sexual con Pedro, pero él está encantado de que ella muestre signos de devolverle su afecto, para deleite de Elizabeth y frustración de Grigor. Elizabeth le aconseja que se convierta en un misterio para Catalina, y él logra intrigarla haciéndose el difícil. La corte se alarma cuando un cocodrilo comienza misteriosamente a vagar por el palacio y ataca a Isabel, hiriéndole la pierna y comiéndose a su ratón mascota. Catalina desestima a los nobles supersticiosos que creen que se trata de un demonio o un presagio sobrenatural, pero se frustra cuando el padre Basil le dice al tribunal que la criatura puede ser, en efecto, una señal de Dios. Archie anuncia que, como Patriarca, sólo él puede descubrir el significado del "presagio", y Catalina se da cuenta de que él mismo ha plantado a la criatura. Amenaza con proclamar que el cocodrilo es una señal de que Dios condena su reinado a menos que ella acepte revocar la libertad religiosa y destituir al padre Basil del poder. Catalina le pide a Pedro, un excelente cazador, que busque el animal en el Palacio con ella, pero él desaprovecha la oportunidad de matarlo para pasar más tiempo con ella. Catalina acepta la demanda de Archie y él la lleva a "conocer a Dios" mediante el uso de hongos psicodélicos. Aunque los dos tienen visiones diferentes, reconocen su esperanza mutua de una Rusia mejor. Mientras tanto, Marial se encuentra con un siervo anciano, "Shakey", con quien compartió habitaciones durante su tiempo como sirvienta. Al enterarse de que Shakey ha sido declarada demasiado mayor para trabajar, Marial la contrata como sirvienta. Catalina captura al cocodrilo usando ratones llenos de opio, pero cuando presenta el animal capturado a la corte, los nobles entran en pánico cuando comienza a despertar y lo apuñalan hasta matarlo. Esa noche, accede a bailar con Pedro, compartiendo un momento romántico con él que detiene abruptamente, incómoda con su creciente interés en él. |              |                     |               |                              |                           |
| 16 | 6            | «A Simple Jape»     | Matthew Moore | Tony McNamara & Gretel Vella | 19 de noviembre de 2021   |
| En medio de una cita, Pedro y Catalina discuten cuando él la acusa de usarlo para tener relaciones sexuales y ella se niega a decir que lo ama. Después de ser confrontada por alumnos de su escuela de niñas que piensan que no está cambiando el sistema lo suficientemente rápido, Catalina decide liberar a todos los siervos. Orlo recomienda paciencia, pero la impaciente Catalina decide hacer una "broma" en la cancha para demostrar su punto. Disfraza a Shakey como miembro de la aristocracia en una fiesta y la presenta como "Lady Anastasia". Lady Svenska se deja engañar y encantar por la anciana, pero se horroriza cuando Catalina anuncia la verdadera identidad de Shakey. El padre Basil se despide de Archie y condena su astucia política en un discurso apasionado. Archie besa repentinamente a Basil, un acto que lo deja conmocionado y confundido. Grigor obliga a Orlo a darle los planes de Catalina para liberar a los siervos y los utiliza para poner a los nobles en contra de Catalina. Esto incita a Catalina a proclamar la libertad inmediata para los siervos, y Pedro aprovecha la situación para instar a los nobles a pedir la abdicación de Catalina. Planea escapar de sus habitaciones con la ayuda de un doble, Pugachev, y tomar a Catalina como rehén. Los siervos de palacio se rebelan contra los nobles y, en el caos resultante, Marial descubre que Lady Svenska ha asesinado a Shakey. Los asesores de Catalina le piden que ponga fin a la violencia, pero ella no se atreve a disparar contra su propia gente y les ordena que abandonen la habitación. Pedro irrumpe en la oficina de Catalina con un arma, pero cuando la encuentra llorando sola por su fracaso, la consuela y regresa voluntariamente a su cautiverio. Catalina ordena a regañadientes a Velementov que sofoque la rebelión. Una vez terminada la violencia, Marial le dispara a Svenska en la cabeza, en venganza por el asesinato de Shakey.                                                                        |              |                     |               |                              |                           |
| 17 | 7            | «Stapler»           | Ally Pankiw   | Tony McNamara                | 19 de noviembre de 2021   |
| Catalina organiza un concurso científico para nuevos inventos. Marial espera que esto la saque de su estado de ánimo existencial negativo. Pedro decide que no desea ser Emperador y planea apoyar a Catalina, enfureciendo y confundiendo a Grigor. Pedro se ofrece a ayudar a Catalina con el concurso de ciencias intentando crear un invento para participar. Pedro y sus seguidores secuestran a un científico en el camino y roban su invento, una caja fría. Catalina se siente desilusionada con sus seguidores y su equipo cuando abandonaron su bando durante la rebelión de los siervos. Archie lucha por su reciente beso con Basil y le confiesa estos sentimientos a Marial. Grigor conspira para obligar a Catalina a abdicar ante Pedro. La madre de Catalina, la princesa Juana, llega de visita. Aunque emocionada, Catalina se siente menospreciada por las actualizaciones sobre los matrimonios exitosos de sus hermanos y enfrenta la desaprobación de su madre por su golpe y por mantener a Pedro con vida. Joanna continúa desaprobando y leyendo con precisión y criticando a los miembros de la corte por intentar aprovecharse del ingenuo optimismo de Catalina. Orlo roba dinero del tesoro para mantener a su familia en su región de origen. La tía Elizabeth advierte a Pedro que debe obtener la aprobación de Joanna, pero él descarta sus preocupaciones. Catalina inmediatamente se da cuenta de que Pedro ha secuestrado al científico de Noruega, pero acepta el plan para ganar el concurso científico. Joanna está fascinada y horrorizada por Pedro cuando se conocen, pero luego lo seduce ligeramente y le informa a Catalina que sabe que falta la caja fría/refrigerador. Un siervo se acerca a Catalina con una nueva idea para un invento para el concurso de ciencias, una montaña rusa, que Joanna desaprueba. |              |                     |               |                              |                           |
| 18 | 8            | «Seven Days»        | Ally Pankiw   | Tony McNamara                | 19 de noviembre de 2021   |
| Joanna tiene una reacción alérgica al maní traído de América, lo que hace que Catalina se sienta inmensamente culpable. Joanna le da a Catalina una lista de personas que cree que deberían ser asesinadas para que Catalina tenga éxito, incluidas la tía Elizabeth y Marial. Más tarde, Joanna intenta seducir a Pedro, argumentando que no es trampa ya que son familia y simplemente se harían felices el uno al otro. Elizabeth vuelve a advertir a Pedro que no tenga relaciones sexuales con Joanna. Después de un examen médico, Isabel anuncia que el bebé de Catalina nacerá en 7 días. La corte comienza los preparativos que involucran rituales para Pedro y Catalina. Debido a esto, Catalina intenta gobernar el país mientras se encuentra en reposo forzado en cama. Pedro es llevado al bosque para cavar ceremoniosamente tumbas para su esposa y su hijo en caso de que mueran al dar a luz. Catalina se inspira al escuchar a las damas nobles cambiar las leyes relativas a las mujeres cuando el Imperio Otomano envía un mensaje de que están abiertos a conversaciones diplomáticas, lo que resulta ser un intento de asesinato. Joanna intenta seducir a Pedro nuevamente, y su largo juego se revela: quiere que Pedro tome el poder nuevamente para restablecer su plan de que otra hija se case con el monarca francés, mientras que Catalina simplemente continuaría como reina consorte y criaría al bebé como heredero de Rusia. Catalina está desilusionada de su madre. Joanna finalmente seduce a Pedro cuando él cede a sus insinuaciones; Durante su encuentro sexual, Joanna se cae por la ventana y muere. Elizabeth, Pedro y Marial esconden el cuerpo y hacen parecer que ella se fue de repente. Pedro y Catalina se reconcilian y Pedro oculta la muerte de Joanna a Catalina mientras ella se pone de parto. |              |                     |               |                              |                           |
| 19 | 9            | «Walnut Season»     | Colin Bucksey | Tony McNamara & Gretel Vella | 19 de noviembre de 2021   |
| Catalina da a luz a su hijo Pablo. Seis semanas después, Pedro evita a Catalina y Rusia ha entrado en guerra con el Imperio Otomano. El rey Hugo de Suecia y su esposa llegan después de haber sido expulsados de Suecia mientras la democracia se afianza. La esposa de Grigor regresa a la corte e intenta congraciarse con Catalina y recuperar a Grigor. El padre de Marial muere, dejando su futuro en peligro cuando su sobrino Maxim llega para reclamar la herencia familiar. El rey Hugo intenta convencer a Catalina de que le preste el ejército ruso para retomar Suecia, pero ella está preocupada; Luego, el rey Hugo desarrolla un plan para derrocar a Catalina para que Pedro le entregue el ejército. Pedro le informa accidentalmente a Elizabeth que su madre ahogó a su hijo; Elizabeth secuestra a Pablo y se va a su finca. Catalina y Pedro viajan allí para recuperar a Pablo y Pedro sigue evitando decirle la verdad sobre su madre. Archie lucha con sus sentimientos sexuales mientras Marial intenta encontrar marido. Elizabeth parece tener un brote psicótico por el dolor por su hijo y llama a Pablo por el nombre de su hijo "Igor". Catalina y Pedro convencen a Elizabeth para que regrese a la corte con ellos; Catalina confiesa sus sentimientos por Pedro y se reconcilian. Marial decide casarse con su sobrino para conservar su patrimonio y continúa su aventura con Grigor. Archie revela que Orlo robó dinero del tesoro; Orlo abandona la corte en desgracia. Grigor accidentalmente le confiesa a Marial sobre el papel de Pedro en la muerte de Joanna. |              |                     |               |                              |                           |
| 20 | 10           | «Wedding»           | Colin Bucksey | Tony McNamara & Fiona Seres  | 19 de noviembre de 2021   |
| Marial planea su boda cuando los otomanos acuerdan encontrarse con Catalina. A pesar de las súplicas de Grigor, Marial le dice a Catalina que Pedro tuvo relaciones sexuales con su madre y luego la mató accidentalmente. Devastada, Catalina va al frente para encontrarse con los otomanos. Expresa su enojo con Isabel por guardar los secretos de Pedro y con Velamentov por impulsar la guerra (Guerra Ruso-Turca (1768-1774)). Grigor se da cuenta de que Catalina ahora sabe lo que le pasó a Joanna y advierte a Pedro, quien planea huir con Paul, pero descubre que no puede quitarle a su hijo a su madre. Catalina y Pedro reflexionan sobre su situación actual: matar al otro y tener el trono para ellos o perdonarse mutuamente. Catalina se encuentra con el sultán Mustafa III e intenta razonar con él, pero él responde apuñalándola en la mano. Ella, a su vez, lo mata y luego huye con Elizabeth. Los partidarios de Pedro intentan dar otro golpe de Estado, mientras que los partidarios de Catalina discuten sobre el mejor camino a seguir. Archie finalmente decide apoyar a Catalina porque cree que ayudará a que Rusia prospere. En la boda de Marial y Maxim, Catalinae se enfrenta a Pedro, pero luego parece perdonarlo y le dice que se reúna con ella en sus habitaciones. Más tarde, Velementov llega a la boda y arresta a varios nobles por orden de Catalina, incluidos Marial, Grigor y otros, pero no a Georgina. Catalina entra a los apartamentos de Pedro y lo apuñala, luego solloza sobre su cuerpo, antes de darse cuenta cuando Pedro entra que ella ha apuñalado a su doble, Pugachev. Catalina abraza a Pedro, aliviada, y se miran con inquietud. |              |                     |               |                              |                           |

### Temporada 3 (2023)
| N.º en serie | N.º en temp. | Título                   | Dirigido por   | Escrito por                 | Fecha de emisión original |
| --- | ------------ | ------------------------ | -------------- | --------------------------- | ------------------------- |
| 21 | 1            | «The Bullet or the Bear» | Matthew Moore  | Tony McNamara               | 12 de mayo de 2023        |
| Pedro y Catalina lidian con las consecuencias de la noche anterior: Catalina está atormentada por la culpa por haber apuñalado a Pukachev. Por el contrario, Pedro se ocupa de equilibrar su amor por Catalina con su deseo de seguir haciendo lo que quiera. Orlo está furioso porque Pedro todavía está vivo y repudia a Catalina. Catalina está decidida a jugar mejor el juego de la política, contrata a Elizabeth y Archie como tutores y acepta seguir su ejemplo en sus planes. Pedro ayuda a sus amigos a escapar de sus sentencias de muerte, pero, sintiéndose desgarrado, los devuelve al palacio. Georgina se preocupa por su posición y por qué no fue capturada, y declara su lealtad a Catalina. Para probar esto, siguiendo el ejemplo de Archie y Elizabeth, Catalina le ordena que sea la primera en disparar a los prisioneros. George le dispara a Tatyana, sorprendiendo a la corte. Catalina Brokers trata con todos los prisioneros, permitiéndoles regresar a la corte mientras le prometen lealtad. Catalina le dice a Marial que ya no son amigas después de su traición, siendo su traición que ella tuvo la opción de contarle sobre la madre de Catalina de inmediato o no hablarle en absoluto, pero decidió esperar cuando le convenía. Mientras está en el bosque, Catalina, sin saberlo, dispara y mata a Orlo en la frente. Luego, los osos se comen el cuerpo de Orlo. |              |                          |                |                             |                           |
| 22 | 2            | «Choose Your»            | Matthew Moore  | Tony McNamara               | 12 de mayo de 2023        |
| El embajador británico en Rusia ofrece Menorca a Catalina a cambio de 10.000 soldados para luchar contra los estadounidenses en Norteamérica. Mientras tanto, el nuevo embajador estadounidense encanta a Catalina con sus discursos sobre democracia, lo que lleva a Pedro a estallar de celos. Marial está angustiada porque ella y Catalina ya no son amigas, pero intenta reconciliarse. Maxim, el joven marido de Marial, está molesto porque Grigor y Marial están haciendo alarde descaradamente de su aventura en público y desafía a Grigor a un duelo. En el duelo, Grigor elige un segundo, un joven de la misma edad que Maxim, a quien Maxim dispara y mata, ganando el duelo. Hugo está molesto porque Catalina puede ponerse del lado de los estadounidenses, mientras Agnes planea reclutar al general Velementov para ayudarlos a retomar Suecia. Catalina acepta la solicitud del embajador británico, pero planea en secreto retrasar el envío de tropas el tiempo suficiente para que no importe en la guerra, y así no enojar al imperio británico mientras apoya a los estadounidenses. Catalina y el embajador estadounidense tienen relaciones sexuales en su escritorio y luego se lo cuenta a Pedro. Pedro pelea con el embajador estadounidense, pero finalmente lo deja pasar porque ha engañado a Catalina muchas veces en el pasado. |              |                          |                |                             |                           |
| 23 | 3            | «You The People»         | Sheree Folkson | Tony McNamara               | 12 de mayo de 2023        |
| Catalina organiza una conferencia llamada Nakaz para escuchar las voces del pueblo ruso. Su objetivo es prohibir el asesinato, pero enfrenta la resistencia de nobles, comerciantes y campesinos asustados. Pedro planea matar a un hombre llamado Simitz que agredió sexualmente a él, a Grigor y a Georgina en su infancia. En el Nakaz, algunos apoyan a Catalina mientras que otros se oponen a ella. Catalina intenta evitar el asesinato enfrentándose a Simitz y apelando a Pedro. Al final, Pedro le perdona la vida a Simitz pero le advierte que se mantenga alejado. Isabel envenena a un rico comerciante y lo manipula para que apoye a Catalina por miedo; Archie convence a los campesinos de que se pongan del lado de Catalina mediante intimidación religiosa. El sirviente de Marial la lleva hasta Pugachev, que está herido. Pedro, todavía luchando con sus tendencias violentas, rechaza los avances de Georgina y permanece fiel a Catalina. Catalina se da cuenta de que los métodos de Archie y Elizabeth no están alineados con su visión del liderazgo. Velementov comienza a escupir sangre y piensa que se está muriendo; Cuando Catalina se entera de esto, le pide que se reúna con el Dr. Vinodel y le da su puesto como jefe del ejército a Petrov. El episodio termina con George, Pedro y Grigor matando a Simitz, y Catalina, consciente del acto, decide no confrontar a PPedro y simplemente se va a dormir. |              |                          |                |                             |                           |
| 24 | 4            | «Stag»                   | Sheree Folkson | Tony McNamara y Fiona Seres | 12 de mayo de 2023        |
| En este episodio, Pedro planea participar en un ritual donde deberá dispararle a un ciervo sin dañar al bebé Pablo, quien estará atado al animal. Catalina cancela el ritual del ciervo y la ordenación de Pablo cuando descubre que su primera palabra es "coño", por temor a que se vuelva como Pedro. Esta decisión pone en peligro la legitimidad del trono ruso, que depende de la sucesión hereditaria. Catalina y Pedro buscan asesoramiento matrimonial e intentan resolver sus conflictos. Mientras tanto, Agnes sigue influyendo en Velementov, mientras Georgina discute ideas para el futuro de Rusia con Katya. Marial implora a Catalina que no ceda ante la ordenación; Catalina se une a Marial y vuelven a ser amigas. Más tarde se emociona al escuchar que la segunda palabra de Pablo es "libros". Finalmente, Catalina mantiene su decisión de no ordenar a Pablo, pero permite la ceremonia del ciervo. Elizabeth le da a Pedro un sedante para que se lo entregue a Catalina para que puedan proceder con la ordenación en secreto; sin embargo, Pedro no puede continuar con ella debido a su preocupación por la seguridad de Pablo. Se lleva a cabo el ritual del ciervo y Archie le informa a Pugachev que debe actuar contra la emperatriz como un llamado de Dios. |              |                          |                |                             |                           |
| 25 | 5            | «Sweden»                 | Jaffar Mahmood | Tony McNamara y Ava Pickett | 12 de mayo de 2023        |
| Pugachev, bajo la dirección de Archie, incita a la multitud contra Catalina, haciéndose pasar por Pedro. Queman ciudades y le faltan el respeto a Catalina destruyendo muñecas suyas. Marial confronta a Archie sobre su participación y él le revela su plan para desesperar a Catalina y luego salvarla de Pugachev para recuperar su favor y priorizar la iglesia. Catalina y Elizabeth sospechan que Pugachev tiene un empleador misterioso detrás de su rebelión y reclutan a Velementov para detenerlo. Agnes aprovecha la situación para alejar a Velementov, retrasando su plan. Hugo manipula las inseguridades de Pedro y lo insta a convertirse en líder militar para impresionar al fantasma de su padre. Pedro propone recuperar Suecia con la ayuda de Velementov para demostrar su valía, y roba el ejército de Catalina para la invasión sin que ella lo sepa. Grigor, que se opone a la idea, se queda atrás. |              |                          |                |                             |                           |
| 26 | 6            | «Ice»                    | Jaffar Mahmood | Tony McNamara               | 12 de mayo de 2023        |
| Las tropas de Pedro y Velementov se preparan para recuperar Suecia. Catalina y Grigor lo encuentran y lo confrontan, pero Pedror decidió atacar Suecia de todos modos. Sin embargo, durante la conversación, en medio de un lago helado, Pedro cae por el hielo y muere. Hugo convence a Velementov para que continúe con el plan a pesar de los riesgos. Archie y Pugachev discuten su estrategia, pero Elizabeth descubre el plan de Archie. A Marial le preocupa que la situación se salga de control y decide matar a Pugachev. Catalina y Grigor regresan al palacio negándolos y afligidos respectivamente, y celebran un desayuno; Catalina quiere ocultar la muerte de Pedro a los nobles, ya que ella lo niega, mientras que Grigor quiere que todos sepan la verdad. Pugachev envía una carta afirmando que está dispuesto a rendirse. George se entera de la muerte de Pedro por Grigor y, aunque está sorprendido, lo mantiene en secreto para los demás. |              |                          |                |                             |                           |
| 27 | 7            | «Fun»                    | Matthew Moore  | Tony McNamara               | 12 de mayo de 2023        |
| Georgina convence a Catalina de celebrar un festival para que el objetivo de la iluminación sea más atractivo para la gente. Petrov informa a Catalina sobre el paradero de Pugachev, y Archie y Petrov discuten sobre si negociar o matarlo. Marial y Maxim deciden matar a Pugachev en una de sus reuniones. Conmovida por su discurso, Marial decide no matarlo, por lo que Maxim le dispara. Rápidamente se marcha, creyendo que ha matado a Pugachev, pero Pugachev recupera el conocimiento con una herida de bala en el hombro derecho. Catalina, al negar y reprimir su dolor, se comporta de manera errática. Elizabeth se enfría a lo largo del día y decide meditar y descubrir qué pasó. George convence a Katya para que represente su obra traidora satirizando a Catalina en el festival, lo que lleva al destierro de Katya a Siberia. Posteriormente, George difunde un rumor sobre la muerte de Pedro. Catalina se tranquiliza cuando Maxim afirma haber matado a Pugachev, diciéndose a sí misma y al tribunal que Pugachev es quien murió y no Pedro. Elizabeth se da cuenta de que el verdadero Pedro está muerto durante su meditación. Cuando Grigor ya no puede contenerse e informa al tribunal, Catalina finalmente acepta la verdad, lo que lleva a su crisis emocional. |              |                          |                |                             |                           |
| 28 | 8            | «Peter and the Wolf»     | Matthew Moore  | Tony McNamara y Ava Pickett | 12 de mayo de 2023        |
| Elizabeth y Petrov intentan recuperar el cuerpo de Pedro del lago. Mientras esperan que el hielo se derrita, Elizabeth comparte su dolor y pena con Petrov. Tiene un encuentro espiritual con un lobo, creyendo que es el espíritu de Pedro, y se despide de él. Velementov planea una invasión de Suecia, pero Hugo quiere establecer una nueva nación sin violencia. Isabel y Petrov encuentran a Velementov y Hugo y los hacen regresar a Rusia con el ejército. De regreso al palacio, Catalina, todavía afligida, vestida con la ropa de Pedro, introduce el divorcio a través del Nakaz, pero enfrenta consecuencias no deseadas y lucha contra la culpa por sus palabras a Pedro. Marial confronta a Catalina por cerrar la oficina de divorcios; Catalina finalmente lo reabre con reglas más estrictas y nuevas regulaciones. Maxim informa a Catalina que Pugachev todavía está vivo y reúne seguidores. Catalina comienza a vincularse con Pablo y Grigor afronta su dolor cazando con Maxim y Arkady. Marial intenta recuperar a Grigor y le pide que se divorcie de George, pero él busca consuelo en Catalina por su dolor compartido. Catalina le pide un favor a Grigor y él acepta. Al día siguiente, Grigor lleva a Pablo al bosque para mantenerlo a salvo, mientras Catalina maneja armas en su habitación. |              |                          |                |                             |                           |
| 29 | 9            | «Destiny»                | Tricia Brock   | Tony McNamara y Fiona Seres | 12 de mayo de 2023        |
| Catalina, todavía afligida, comienza a jugar una versión peligrosa de la ruleta rusa todos los días, reflexionando sobre su destino de gobernar. Sus intentos de detener a Pugachev fracasan ya que sus leales seguidores lo protegen. Isabel habla con Catalina sobre el ordenamiento de Pablo, pero Catalina mantiene a Pablo escondido y a salvo, preocupada por su futuro. Marial y George intentan recuperar el afecto de Grigor, pero él permanece indiferente. Tatyana y Arkady se unen a Pugachev; Arkady sabe que en realidad no es Pedro, pero Tatyana comienza a convencerse de lo contrario. Velementov descubre que su enfermedad es curable gracias al Dr. Vinodel y lamenta su traición. Agnes y Hugo ofrecen sus servicios a Rusia a través de Elizabeth y ella les pide que busquen a Pablo, que está escondido por Grigor. Petrov y Velementov proponen planes separados para capturar a Pugachev. Catalina acepta el plan de Velementov, pero continúa con Petrov al frente del ejército. Después de hablar con Marial, Catalina asiste a uno de los mítines de Pugachev para comprender su influencia sobre la gente. Mientras tanto, Archie tiene un plan secreto en marcha para negociar la rendición de Pugachev. |              |                          |                |                             |                           |
| 30 | 10           | «Once Upon a Time»       | Tricia Brock   | Tony McNamara               | 12 de mayo de 2023        |
| Pugachev es capturado e interrogado por Catalina, después de lo cual Archie manipula a Maxim para matarlo a tiros sin el conocimiento de Catalina. El astrónomo real Nikolai Shostakich informa a Catalina que un cometa que sólo aparece una vez cada 75 años pasará por Rusia en los próximos días. Petrov trae el cuerpo de Catalina a Pugachev y la rebelión comienza a salirse de control. Isabel anima a Catalina a tomar el control de la situación; de lo contrario, Isabel podría verse tentada a intervenir y tomar la monarquía. Mientras juega a la ruleta rusa, un intruso intenta matar a Catalina y ella usa el arma para dispararle; esta epifanía le permite salir de su aturdimiento y dolor. George, después de hablar con Hugo, le roba a Pablo a Grigor y hace que Archie lo ordene. Ella planea casarse con Pablol para ganar poder, sólo para ser interrumpida por Grigor, quien rescata a Pablo y elige a Marial sobre George; sin embargo, Marial tiene conflictos sobre su lealtad. Marial finalmente elige a Catalina sobre Archie y le entrega las cartas entre Pugachev y Archie. Catalina idea un plan con la ayuda de Marial y recluta a Archie, Maxim, Marial, Petrov y Velementov para difundir diferentes rumores sobre las muertes de Pedro y Pugachev y su propia identidad, atacar la base de Pugachev y recuperar a la gente diciéndoles que el cometa es una señal de Dios. Esto le permite gestionar cualquier historia que necesite en cualquier momento y tomar el control de la situación. Elizabeth, impresionada con la idea de Catalina, se retira y Catalina se ocupa de la traición de Archie ordenando que lo entierren vivo. En medio de todo el caos, Marial logra revivir a Archie. Al final, Catalina luce un nuevo corte de pelo y realiza un baile de celebración con una nueva confianza, mientras el cometa pasa sobre Rusia. |              |                          |                |                             |                           |

## Producción

### Desarrollo
La serie se basa en la obra de Tony McNamara que gira en torno a Catalina la Grande, que se estrenó en Sydney Theatre Company en 2008. McNamara también escribió una adaptación cinematográfica de la obra, «Había sido una obra de teatro y una película, y yo siempre estaba luchando con el hecho de que era una historia tan masiva para una película. Quería contarla como una historia que durara años y años». La serie se planteó inicialmente como una serie con seis temporadas, habiendo planeado introducir figuras históricas clave en la vida de Catalina a medida que la serie continuaba.
El 24 de agosto de 2018, se anunció que Hulu estaba cerca de darle a la miniserie una orden para la producción del piloto sobre Catalina la Grande. La miniserie fue escrita por Tony McNamara quien también sirvió como productor ejecutivo junto a Elle Fanning y Marian Macgowan. Las compañías de producción involucradas en el piloto son Media Rights Capital, Echo Lake Entertainment y Thruline Entertainment. El 20 de noviembre de 2018, se informó que Matt Shakman estaba dirigirá el piloto. El 11 de febrero de 2019, se anunció durante la gira anual de prensa de invierno de Television Critics Association que Hulu había ordenado la producción de la miniserie. El 11 de enero de 2022, la serie fue renovada para una tercera temporada de 10 episodios.

### Casting
Junto con el anuncio inicial del piloto, se confirmó que Elle Fanning y Nicholas Hoult habían sido elegidos en los papeles principales del piloto como Catalina la Grande y su esposo Pedro III de Rusia, respectivamente. En noviembre de 2018, se anunció que Phoebe Fox, Sacha Dhawan, Charity Wakefield, y Gwilym Lee se habían unido al elenco principal de la miniserie. En enero de 2020, se anunció que Sebastian de Souza, Adam Godley, y Douglas Hodge se habían unido al elenco de la miniserie.

### Rodaje
La fotografía principal del episodio piloto había comenzado en noviembre de 2018 en York, Inglaterra, y se esperaba que otros lugares de rodaje incluyeran Leicestershire, Lincolnshire y Hever en Kent. Los principales lugares de rodaje fueron Hatfield House en Hertfordshire, el castillo de Belvoir en Leicestershire y el Palacio Real de Caserta en el sur de Italia.
La logia en el lago del castillo de Hever sirvió como lugar para una conferencia de paz ruso-sueca. St Clere en Kent, cerca de Sevenoaks, se utilizó para escenificar escenas de batalla, jardines de palacio, escenas de caza, rutas de carruajes, la frontera sueca, la aldea rusa devastada por la guerra y el lago helado, entre otras escenas.  El rodaje de la segunda temporada comenzó el 4 de noviembre de 2020  y finalizó el 17 de julio de 2021; Otro lugar utilizado fue el Palacio de Hampton Court.  El rodaje de la tercera temporada comenzó el 12 de julio de 2022  y finalizó el 6 de diciembre de 2022.

## Lanzamiento

### Distribución
La serie se estrenó en los Estados Unidos el 15 de mayo de 2020. En Australia, todos los episodios se estrenaron en Stan el 16 de mayo. La serie se emitirá en Channel 4 y Starz Play en el Reino Unido, Starz Play también distribuirá la serie en Irlanda, Alemania, Francia, Italia, España, Benelux, Latinoamérica y Brasil. More.tv transmitirá el programa en Rusia, Sky en Nueva Zelanda, y Prime Video en Canadá.
La segunda temporada se estrenó el 19 de noviembre de 2021 en EE. UU.  y el mismo día en Canadá, para Amazon Prime Video. En el Reino Unido, Starzplay estrenó la segunda temporada el 5 de diciembre de 2021  y en Channel 4 el 27 de julio de 2022. 
La tercera temporada se estrenó el 12 de mayo de 2023, con los 10 episodios en Hulu. 

## Precisión histórica
Hulu ha descrito The Great como un show "antihistórico", y la secuencia del título de cada episodio subtituló la serie como una "historia ocasionalmente verdadera" hasta el final de la segunda temporada, cuando cambió a "una historia casi completamente falsa". Según el crítico de Los Angeles Times, Robert Lloyd, "McNamara habría anotado algunos nombres, relaciones y algunas viñetas históricas, rompió el papel y comenzó a escribir. (...) Y así, el espectador debe abandonarse a lo que hay en el plato sin preocuparse por aprender nada útil o incluso verdadero sobre Rusia o cualquiera de las personas reales representadas aquí.".
Todos los personajes de la serie, a pesar de ser rusos, hablan con acento británico. En numerosas ocasiones se hace referencia erróneamente a Pedro III como hijo de Pedro el Grande; en realidad era su nieto. La "tía" Isabel sigue el modelo de la hija real de Pedro el Grande, la emperatriz Isabel, pero esta versión es la cuñada y amante de Pedro, y nunca ha gobernado Rusia. La recepción negativa de Catalina a su llegada a Rusia se parece más a la que recibió María Antonieta al llegar a Francia. En realidad, Catalina era una especie de nacionalista rusa incluso antes de llegar a Rusia y rápidamente se hizo más popular que su marido. Además, se presenta a "Catherine" como su nombre original, cuando en realidad era su nombre de bautismo después de convertirse a la ortodoxia rusa; su nombre protestante alemán original era Sophie Friederike Auguste von Anhalt-Zerbst-Dornburg.

## Recepción

### Respuesta crítica

#### Temporada 1
| Temporada | Temporada | Rotten Tomatoes    | Metacritic       |
| --------- | --------- | ------------------ | ---------------- |
|           | 1         | 88% (84 críticas)  | 74 (33 críticas) |
|           | 2         | 100% (34 críticas) | 86 (9 críticas)  |
|           | 3         | 100% (6 críticas)  | 87 (6 críticas)  |

En Rotten Tomatoes la miniserie tiene un índice de aprobación del 86%, basado en 63 reseñas, con una calificación promedio de 7.29/10. El consenso crítico del sitio dice, «Precioso, aunque gratuito, The Great no puede estar a la altura de su tocaya, pero las deliciosas actuaciones de Elle Fanning y Nicolas Hoult y un malvado sentido del humor lo convierten en un reloj bastante bueno». En Metacritic, tiene puntaje promedio ponderado de 77 sobre 100, basada en 26 reseñas, lo que indica «críticas generalmente favorables».

#### Temporada 2
La segunda temporada recibió elogios de la crítica. En Metacritic, tiene una puntuación media ponderada de 85 sobre 100 basada en 9 reseñas. En Rotten Tomatoes, tiene un índice de aprobación del 100% basado en 34 reseñas, con una calificación crítica promedio de 8,20/10. El consenso crítico del sitio web dice: "The Great continúa su reinado revisionista más fuerte que antes gracias a su ingenio adictivo y su maravilloso reparto: ¡huzzah!" 

#### Temporada 3
La tercera temporada ha recibido elogios de la crítica. En Metacritic, tiene una puntuación media ponderada de 88 sobre 100 basada en 8 reseñas. En Rotten Tomatoes, tiene un índice de aprobación del 100% basado en 16 reseñas, con una calificación crítica promedio de 8/10. 

### Premios y nominaciones

#### Temporada 1
| Año  | Premio                                                          | Categoría                                                                                   | Nominado(s) | Resultado | Ref.   |
| ---- | --------------------------------------------------------------- | ------------------------------------------------------------------------------------------- | --- | --------- | ------ |
| 2020 | Primetime Emmy Awards                                           | Mejor dirección para una serie de comedia                                                   | Matt Shakman (por "The Great") | Nominado  | [ 43 ] |
| 2020 | Primetime Emmy Awards                                           | Mejor guion para una serie de comedia                                                       | Tony McNamara (por "The Great") | Nominado  | [ 43 ] |
| 2020 | TCA Awards                                                      | Nuevo programa excepcional                                                                  | The Great | Nominado  | [ 44 ] |
| 2020 | TCA Awards                                                      | Logro individual en comedia                                                                 | Elle Fanning | Nominado  | [ 44 ] |
| 2021 | American Society of Cinematographers                            | Logro destacado en cinematografía en película, miniserie o piloto realizado para televisión | Anette Haellmigk (por "The Great") | Nominado  | [ 45 ] |
| 2021 | Premios Artios                                                  | Piloto de televisión y primera temporada – Comedia                                          | Rose Wicksteed | Ganador   | [ 46 ] |
| 2021 | Premios de la Academia Australiana de Cine y Televisión (AACTA) | Mejor serie de comedia                                                                      | The Great | Nominado  | [ 47 ] |
| 2021 | Premios British Academy Television Craft Award (BAFTA)          | Mejor maquillaje y diseño de cabello                                                        | Louise Coles, Sarah Nuth, Lorraine Glynn y Erin Ayanian | Nominado  | [ 48 ] |
| 2021 | Premios de la Crítica Televisiva                                | Mejor actor en una serie de comedia                                                         | Nicholas Hoult | Nominado  | [ 49 ] |
| 2021 | Premios Globo de Oro                                            | Mejor serie de televisión: musical o comedia                                                | The Great | Nominado  | [ 50 ] |
| 2021 | Premios Globo de Oro                                            | Mejor actor en una serie de televisión: musical o comedia                                   | Nicholas Hoult | Nominado  | [ 50 ] |
| 2021 | Premios Globo de Oro                                            | Mejor actriz en una serie de televisión: musical o comedia                                  | Elle Fanning | Nominado  | [ 50 ] |
| 2021 | Premios Gotham                                                  | Serie innovadora: formato largo                                                             | Tony McNamara, Marian Macgowan, Mark Winemaker, Elle Fanning, Brittany Kahan Ward, Doug Mankoff, Andrew Spaulding, Josh Kesselman, Ron West y Matt Shakman                                                                 | Nominado  | [ 51 ] |
| 2021 | Premios Independent Spirit                                      | Mejor interpretación femenina en una nueva serie con guion                                  | Elle Fanning | Nominado  | [ 52 ] |
| 2021 | MTV Movie & TV Awards                                           | Mejor villano                                                                               | Nicholas Hoult | Nominado  | [ 53 ] |
| 2021 | Premios Satellite                                               | Mejor actor en una serie musical o de comedia                                               | Nicholas Hoult | Nominado  | [ 54 ] |
| 2021 | Premios Satellite                                               | Mejor actriz en una serie musical o de comedia                                              | Elle Fanning | Ganador   | [ 54 ] |
| 2021 | Premios del Sindicato de Actores                                | Mejor actuación de un conjunto en una serie de comedia                                      | Nicholas Hoult, Belinda Bromilow, Sebastian de Souza, Sacha Dhawan, Elle Fanning, Phoebe Fox, Bayo Gbadamosi, Adam Godley, Douglas Hodge, Louis Hynes, Florence Keith-Roach, Gwilym Lee, Danusia Samal y Charity Wakefield | Nominado  | [ 55 ] |
| 2021 | Premios del Sindicato de Actores                                | Mejor actuación de un actor masculino en una serie de comedia                               | Nicholas Hoult | Nominado  | [ 55 ] |
| 2021 | Premios WGA del Sindicato de Guionistas de Estados Unidos       | Series de comedia                                                                           | Vanessa Alexander, Tony McNamara, Tess Morris, Amelia Roper, Gretel Vella y James Wood | Nominado  | [ 56 ] |
| 2021 | Premios WGA del Sindicato de Guionistas de Estados Unidos       | Series nuevas                                                                               | Vanessa Alexander, Tony McNamara, Tess Morris, Amelia Roper, Gretel Vella y James Wood | Nominado  | [ 56 ] |
| 2021 | Premios WGA del Sindicato de Guionistas de Estados Unidos       | Comedia episódica                                                                           | Tony McNamara (for "The Great") | Ganador   | [ 56 ] |

#### Temporada 2
| Año  | Premio                                                    | Categoría                                                                                            | Nominado(s) | Resultado | Ref.   |
| ---- | --------------------------------------------------------- | --- | --- | --------- | ------ |
| 2022 | Art Directors Guild Awards                                | Excelencia en el diseño de producción para una serie de una hora o de fantasía con una sola cámara   | Francesca di Mottola (por "Dickhead", "Seven Days", "Wedding") | Nominado  | [ 57 ] |
| 2022 | Costume Designers Guild Awards                            | Excelencia en televisión de época                                                                    | Sharon Long (por "Seven Days") | Ganador   | [ 58 ] |
| 2022 | Critics' Choice Television Awards                         | Mejor serie de comedia                                                                               | The Great | Nominado  | [ 59 ] |
| 2022 | Critics' Choice Television Awards                         | Mejor actor en una serie de comedia                                                                  | Nicholas Hoult | Nominado  | [ 59 ] |
| 2022 | Critics' Choice Television Awards                         | Mejor actriz en una serie de comedia                                                                 | Elle Fanning | Nominado  | [ 59 ] |
| 2022 | Premios Globo de Oro                                      | Mejor serie de televisión: musical o comedia                                                         | The Great | Nominado  | [ 60 ] |
| 2022 | Premios Globo de Oro                                      | Mejor actor en una serie de televisión: musical o comedia                                            | Nicholas Hoult | Nominado  | [ 60 ] |
| 2022 | Premios Globo de Oro                                      | Mejor actriz en una serie de televisión: musical o comedia                                           | Elle Fanning | Nominado  | [ 60 ] |
| 2022 | Asociación de Críticos de Hollywood                       | Mejor actor en una serie de streaming, comedia                                                       | Nicholas Hoult | Nominado  | [ 61 ] |
| 2022 | Asociación de Críticos de Hollywood                       | Mejor actor en una serie de streaming, comedia                                                       | Elle Fanning | Nominado  | [ 61 ] |
| 2022 | Premios Primetime Emmy                                    | Mejor actor principal en una serie de comedia                                                        | Nicholas Hoult | Nominado  | [ 62 ] |
| 2022 | Premios Primetime Emmy                                    | Mejor actriz principal en una serie de comedia                                                       | Elle Fanning | Nominado  | [ 62 ] |
| 2022 | Primetime Creative Arts Emmy Awards                       | Trajes de época excepcionales                                                                        | Sharon Long, Viveene Campbell, Anna Cavalerie, y Bobbie Edwards (por "Seven Days") | Ganador   | [ 62 ] |
| 2022 | Primetime Creative Arts Emmy Awards                       | Diseño de producción sobresaliente para un período narrativo o programa de fantasía (una hora o más) | Francesca di Mottola, Emma Painter, y Monica Alberte (por "Wedding") | Nominado  | [ 62 ] |
| 2022 | Premios del Sindicato de Actores                          | Mejor actuación de un conjunto en una serie de comedia                                               | Nicholas Hoult, Julian Barratt, Belinda Bromilow, Sacha Dhawan, Elle Fanning, Phoebe Fox, Bayo Gbadamosi, Adam Godley, Douglas Hodge, Florence Keith-Roach, Gwilym Lee, y Charity Wakefield | Nominado  | [ 63 ] |
| 2022 | Premios del Sindicato de Actores                          | Mejor actuación de una actriz en una serie de comedia                                                | Elle Fanning | Nominado  | [ 63 ] |
| 2022 | Premios de la Sociedad de Decoradores de Estados Unidos   | Mejor logro en decoración/diseño de una serie de una hora                                            | Monica Alberte y Francesca Di Mottola | Nominado  | [ 64 ] |
| 2022 | Premios WGA del Sindicato de Guionistas de Estados Unidos | Comedia episódica                                                                                    | Tony McNamara (por "Alone at Last") | Ganador   | [ 65 ] |

#### Temporada 3
| Año  | Premio                                   | Categoría                                                                                       | Nominado(s)                                                                     | Resultado | Ref.   |
| ---- | ---------------------------------------- | ----------------------------------------------------------------------------------------------- | ------------------------------------------------------------------------------- | --------- | ------ |
| 2023 | Golden Trailer Awards                    | Mejor comedia para TV/Serie en streaming (Tráiler/Teaser/Anuncio de TV)                         | The Great (Silk Factory)                                                        | Nominado  | [ 66 ] |
| 2023 | Golden Trailer Awards                    | Anuncio de televisión/tráiler/teaser más original de una serie                                  | The Great (Silk Factory)                                                        | Nominado  | [ 66 ] |
| 2023 | Asociación de Críticos de Hollywood      | Mejor actor en una serie de streaming, comedia                                                  | Nicholas Hoult                                                                  | Nominado  | [ 67 ] |
| 2023 | Asociación de Críticos de Hollywood      | Mejor actriz en una serie de streaming, comedia                                                 | Tony McNamara (por "Choose Your Weapon")                                        | Nominado  | [ 67 ] |
| 2023 | Premios Emmy                             | Trajes de época excepcionales                                                                   | Sharon Long, Claire Tremlett, Basia Kuznar, Anna Lau (por "Choose Your Weapon") | Ganador   | [ 68 ] |
| 2024 | Art Directors Guild Awards               | Excelencia en el diseño de producción para una serie de una sola cámara de una hora de duración | Francesca di Mottola (for "You the People", "Fun", "Peter and the Wolf")        | Pendiente | [ 69 ] |
| 2024 | British Academy Television Craft Awards  | Mejor diseño de vestuario                                                                       | Sharon Long                                                                     | Ganador   | [ 70 ] |
| 2024 | Gremio de Diseñadores de Vestuario (CDG) | Excelencia en televisión de época                                                               | Sharon Long (for "Choose Your Weapon")                                          | Pendiente | [ 71 ] |
| 2024 | Golden Globe Awards                      | Mejor Actriz - Serie de Televisión Musical o Comedia                                            | Elle Fanning                                                                    | Nominado  | [ 72 ] |
| 2024 | Satellite Awards                         | Mejor Actriz - Serie de Televisión Musical o Comedia                                            | Elle Fanning                                                                    | Pendiente | [ 73 ] |